# Мікрорайон Південний (Кривий Ріг)
ПівдГЗК, ПГЗК (раніше — Іванівка, Салтиківка, Салтикове) — колишнє село, наразі — житловий масив у складі Інгулецького району Кривого Рогу, названий на честь місцевого комбінату ПівдГЗК.

## Історія

Іванівка на мапі середини ХІХ століття

Село Іванівка виникло у середині ХІХ століття. У 1859 році мало 51 двір та 258 жителів.
Станом на 1894 році в селі було 70 дворів, 445 жителів. Входило до Криворізької волості Херсонського повіту Новоросійського генерал-губернаторства.

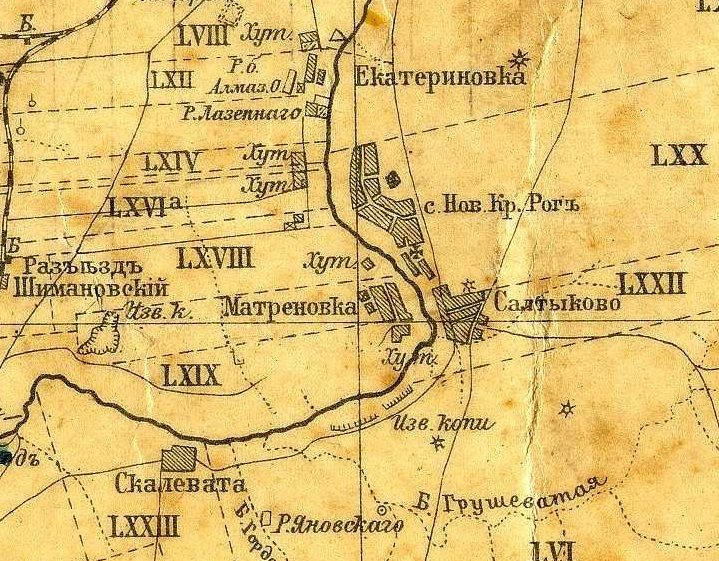
Салтикове на мапі Російської імперії (1914р.)

В 1916 році тут, за даними Всеросійського сіл.-госп. перепису, проживало вже 506 осіб та нараховувалось 99 господарств.
Жителі займалися землеробством.